# Jagdstaffel 87
La Jagdstaffel 87 (in tedesco: Königlich Preußische Jagdstaffel Nr 87, abbreviato in Jasta 87) era una squadriglia (staffel) da caccia della componente aerea del Deutsches Heer, l'esercito dell'Impero tedesco, durante la prima guerra mondiale (1914-1918).

## Storia
La Jagdstaffel 87 venne fondata il 28 o 29 ottobre 1918 dalla riorganizzazione delle Kampfeinsatzstaffel 7. La nuova squadriglia non entrò mai in azione a causa della resa dell'Impero tedesco e la conseguente fine della prima guerra mondiale.

## Lista dei comandanti della Jagdstaffel 87
Di seguito vengono riportati i nomi dei piloti che si succedettero al comando della Jagdstaffel 87.
| Grado    | Nome               | Periodo       |
| -------- | ------------------ | ------------- |
| Leutnant | Rudolf von Esebeck | novembre 1918 |

## Lista degli assi che hanno prestato servizio nella Jagdstaffel 87
Di seguito vengono elencati i nomi dei piloti che hanno prestato servizio nella Jagdstaffel 87 con il numero di vittorie conseguite durante il servizio nella squadriglia e riportando tra parentesi il numero di vittorie aeree totali conseguite.
| Asso       | Vittorie |
| ---------- | -------- |
| Karl Bohny | 2 (8)    |